# Llançagranades Tipus 10
El Llançagranades Tipus 10 (del japonès: 十年式擲弾筒, Juu-nen-shiki) era un llança granades utilitzat per l'Exèrcit Imperial Japonès durant la Segona Guerra Mundial, de canó llis i carregat superiorment. Va entrar en servei en 1921. El Tipus 10 tenia una distància operativa màxima de 175 metres, molt més potent que qualsevol altre tipus de llaçagranades del moment. Tenia un controlador de distància a la base del canó, per on estava situat un forat, i per allà sortia el gas per a regular la distància a la que es podia llançar el projectil. Per a distàncies més curtes, part dels gasos d'escapament sortien pel costat. Per un error de traducció, el Tipus 10 va ser anomenta 'morter de genoll' per els americans. El manual per al morter instruïa a les tropes per a portat el morter en la cuixa superior, amb la base d'aquest en un cinturó, i en canó situat a la part inferior de la cuixa. El morter anava penjat únicament del cinturó, sense cap mena de cinta de seguretat extra per a portar el morter penjat de la cuixa. A begades també es portava penjat de la motxila. Les tropes americanes van veure a Guadalcanal perquè l'anomenaven morter de genoll, encara que també van pensar que el disseny de l'arma i com disparava les bengales li permetia disparar amb la placa base recolzada al genoll. Si el Tipus 10 era disparat d'aquesta manera, podria provocar diversos tipus de ferides per culpa del retrocés. Aquest error de traducció va seguir així fins que uns soldats es van feeir a si mateixos disparant el morter d'aquesta manera, i es va descobrir l'error de traducció, i la experimentació futura va ser cancel·lada.
Estudis actuals de la Intel·ligència Nord Amreicana creuen que el Llançagranades Tipus 10 tenia com a objevtiu principal llançar bengales i projectils d'il·luminació, i que el més pesat Llançagranades Tipus 89 s'utilitzava per a llançar les granades explosives.

## Disseny
El Llançagranades Tipus 10 va ser dissenyat en 1921, i va entrar en servei en el mateix any, fins al final de la Segona Guerra Mundial, en 1945. El morter pesava 2,6 kg, mesurava 525 mm de llargada, dels quals 240 mm eren del canó. Tenia un diàmetre de 50 mm.
El projectil estàndard que llançava el Tipus 10 (la granada Tipus 91) pesava 0,53 kg. La granada podia ser llançada a una distància normal de 65 metres, i a una distància màxima de 125 metres.

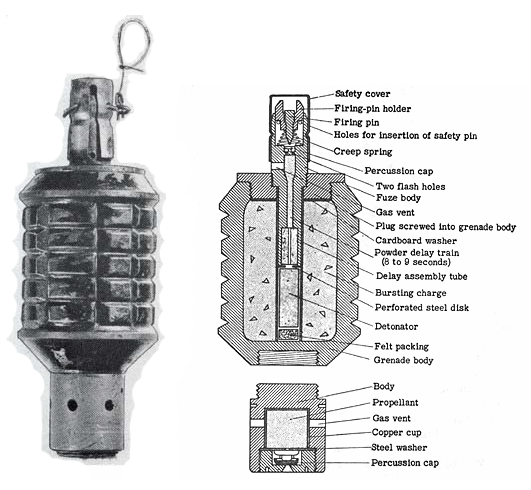
Una granada Tipus 91.

## Munició
- Granada Tipus 91
- Granada de Fum Tipus 11
- Projectil d'Il·luminació Tipus 10
- Projectil de Senyalització Tipus 10
- Granada Pirotècnica Tipus 91
- Projectil de Fogueig Tipus 10